# 陳緯烈
陳緯烈，香港民主派人士，傘後組織將軍澳青年力量召集人，前西貢區議會彩健選區區議員，具註冊護士資格。

## 參選2019年區議會選舉
將軍澳青年力量決定推派陳緯烈參與2019年區議會選舉彩健選區，對手分別是爭取連任的何民傑、將軍澳民生關注組黃炳雄、民建聯戴家柱及專業動力黃恩琪，形成五人混戰。2019年10月4日，將軍澳青年力量張偉超與陳緯烈、西貢鄉民成員陳嘉琳、梁衍忻及將向天晴余浚寧、葉子祈共同報名，互相拉抬選情。最終將軍澳青年力量陳緯烈以55%得票率（4724票）擊敗何民傑及其餘三名對手勝出。
| 選區號碼 | 選區 | 候選人    | 政黨 | 政黨                                                   | 得票總數 （百分比） | 有效票總數 （百分比） |
| -------- | ---- | --------- | ---- | ------------------------------------------------------ | ------------------- | --------------------- |
| Q06      | 彩健 | 1.何民傑* |      | （獨立建制派）                                         | 1,989               |                       |
| Q06      | 彩健 | 2.黃炳雄  |      | （將軍澳民生關注組）                                   | 434                 |                       |
| Q06      | 彩健 | 3.陳緯烈  |      | 將軍澳青年力量                                         | 4,724（當選）       |                       |
| Q06      | 彩健 | 4.黄恩琪  |      | （專業動力、將軍澳社群福利會、健明邨明星樓互助委員會） | 88                  |                       |
| Q06      | 彩健 | 5.戴家柱  |      | 民主建港協進聯盟                                       | 1,306               |                       |

## 議會問政

### 支持西貢區議會成立「反修例事件工作小組」
2020年，西貢區議員設立「反修例事件工作小組」，跟進警方在區內與反修例運動有關的行動，以及關注居民的情緒健康。鄉事派議員王水生反對在小組職權加入「五大訴求、缺一不可」，但最終在投票下通過。

## 反對逃犯條例修訂草案運動參與
在2020年2月8日晚上，正值COVID-19在港散播之時，因為多個示威者反對把於將軍澳富寧路的普通科診所作處理COVID-19輕症之用，以及當日適逢科大學生周梓樂墮樓身亡三個月之時，多名網民前往將軍澳區內聚集。之後警方多番清場，包括向記者作出拘捕，期間一名在尚德採訪的城市大學《城市廣播》記者在尚明樓被因盜竊罪而被捕；另一名《癲狗日報》記者被警察多次喝止後被拘捕。而根據西貢區議員陳嘉琳指出， 60名被捕人士當中，有5人為區議員，包括：馮君安、王卓雅、陳煒烈、蔡明禧以及西貢區議會主席的鍾錦麟；當中馮和鍾是以涉嫌非法集結而被捕。